# Matthias Hager (Fußballspieler)
Matthias Hager (* 14. November 1997) ist ein österreichischer Fußballspieler.

## Karriere
Hager begann seine Karriere beim ATSV Auersthal. 2011 kam er in die Jugend des damaligen FAC Team für Wien, das sich später wieder in Floridsdorfer AC umbenannte. Sein Profidebüt für den FAC gab er am 18. Spieltag der Saison 2015/16 gegen den SKN St. Pölten.
Im Jänner 2017 wurde er an den Regionalligisten SV Schwechat verliehen.
Im Juli 2017 wechselte er zu den drittklassigen Amateuren des SKN St. Pölten. Dort absolvierte er zwölf Ligaspiele, bevor er sich zur Saison 2018/19 dem fünftklassigen SC Wolkersdorf anschloss.